# Entodon pallescens
Entodon pallescens là một loài rêu trong họ Entodontaceae. Loài này được Müll. Hal. Mitt. mô tả khoa học đầu tiên năm 1869.